# Ehemalige Trainkaserne
Die ehemalige Trainkaserne ist ein Bauwerk in Darmstadt.

## Architektur und Geschichte
Die ehemalige Trainkaserne in der Eschollbrücker Straße 42 wurde in den Jahren von 1914 bis 1918 nach Plänen der Architekten H. Kolb und H. Schumacher erbaut.
Der letzte erhalten gebliebene Bauabschnitt der ehemaligen Kaserne gehört stilistisch zur heimatlichen Bauweise. 
Das Gebäude besitzt 23 Fensterachsen und ein dachziegelgedecktes breites Mansarddach.
Sprossenfenster und Eckquaderungen gliedern die verputzte Fassade.
Nach dem Ende der militärischen Nutzung wurde das Bauwerk als Fabrik und Versandhauslager genutzt. In den Jahren 1989 und 1990 wurde das Gebäude denkmalschutzgerecht saniert. Im Mai 1992 brannte der Mittelteil des Bauwerks aus. Der zerstörte Innenraum und das Mansarddach wurden originalgetreu wieder hergestellt. Heute beherbergt das Bauwerk mehrere Gaststätten.

## Denkmalschutz
Aus architektonischen und stadtgeschichtlichen Gründen steht die ehemalige Trainkaserne unter Denkmalschutz.